# Sakarya (folyó)
A Sakarya (görögül: Σαγγάριος, latinul: Sangarius, kora ókorban Szangara(sz)) Törökország harmadik leghosszabb folyója, mely nevét a phrüg folyóistenről, Sangariusról (más néven Sagaris) kapta. A folyó az Afyonkarahisarhoz közeli Bayat-fennsíkon ered, Polatlınál beleömlik a Porsut-patak (Porsuk Çayı), a folyó átvág az Adapazarı-medencén, majd a Fekete-tengerbe ömlik.
A folyóról kapta nevét Sakarya tartomány.